# Osciloskop
Elektronski osciloskop je elektronska merilna naprava, ki omogoča opazovanje nenehnega spreminjanja signala napetosti, po navadi kot dvodimenzionalni graf enega ali več električnih potencialnih razlik z uporabo navpične osi ali osi "Y", ter izpis kot funkcija časa (vodoravna ali "x" os). V primerni izvedbi omogoča opazovanje napetosti, malih po velikosti in velikih po frekvenci, pri tem pa zelo malo obremenjuje vir merjenega signala, kar posledično omogoča realen in natančen prikaz merjenega signala. Čeprav osciloskop prikazuje napetost na svoji navpični osi, lahko prikaže katero koli drugo količino, ki se lahko pretvori v napetost. V večini primerov osciloskop kaže dogodke, ki se ponavljajo bodisi brez sprememb, ali pa z zelo počasnimi spremembami.
Osciloskopi se običajno uporabljajo za opazovanje natančne oblike vala električnega signala. Poleg prikaza amplitude signala, osciloskop lahko pokaže izkrivljanje, čas med dvema dogodkoma (kot so širina pulza, čas ali čas vzpona) in relativen čas dveh povezanih signalov. Navedene lastnosti naredijo osciloskop enega najuporabnejših instrumentov na področju tehnike in naravoslovnih znanosti. Osciloskopi se uporabljajo v znanosti, medicini, tehniki in telekomunikacijski industriji. Najpogostejša uporaba osciloskopov je za vzdrževanje, popravila in diagnostiko elektronske opreme in za raznorazne meritve pri raziskovalno/laboratorijskem delu. Za posebne namene pa se osciloskopi lahko uporabljajo kot merilni inštrument pri analizi avtomobilskega sistema ali za prikaz vala pri srčnem utripu(elektrokardiogra)).

## Lastnosti osciloskopa

### Opis

#### Zaslon in osnovne zunanje lastnosti
Sprednja stran klasičnega osciloskopa, je običajno razdeljena na štiri dele: na zaslon, vertikalni nadzor, horizontalni nadzor in kontrol proženja. Prikaz je na zaslonu (CRT ali LCD ), na katerem se nahajajo horizontalne in vertikalne črte skupaj z merilno skalo. Poleg zaslona pa je večina osciloskopov opremljena še s tremi osnovnimi kontrolami, to so : gumb za nastavitev ostrine žarka, gumb za nastavitev svetlosti žarka, ter gumbom za iskanje žarka.
Vertikalni del nadzira velikost prikazane amplitude signala ( izbiramo merilno območje na vertikalni Y osi, število voltov na razdelek), vertikalni del vsebuje tudi preklopnik, nekaterem izberemo kakšno vrsto napetost bomo merili (AC/DC), ter ničlenje (GND), za nastavitev izhodiščne pozicije žarka.
Horizontalni del pa nadzira merilno območje časa ( izbiramo merilno območje časa potovanja žarka skozi en kvadratek na zaslon ) .
Poleg osnovnega merilnika pa potrebujemo tudi merilno sondo, s pomočjo katere merimo signal. Sonde imajo vgrajeno stikalo, katero služi kot delilnik napetosti, s čimer si še dodatno razširimo merilno območje.

#### Velikost in prenosnost
Večina sodobnih osciloskopov so lahki, prenosni instrumenti, ki so dovolj kompaktni, da z njimi lahko ena oseba. Poznamo tudi posebne prenosne enote, recimo številne miniature na baterijski pogon, za merilne aplikacije kater potrebujemo na terenu. Laboratorijski osciloskopi, zlasti starejše enote, ki uporabljajo vakuumske cevi, pa se uporabljajo kot stacionarne naprave ali pa se lahko pritrdijo na posebne namenske vozičke. Poznamo pa tudi posebne osciloskope, ki se zaradi njihovega namena in potrebe po stalni prisotnosti, vgradijo kar v samo ohišje naprave, katero merimo.

#### Vhodi osciloskopa
Signal, katerega merimo, priključimo na enega izmed vhodov osciloskopa, kar je običajno koaksialni priključek, kot je  BNC in UHF. Banana vtiči se lahko uporabljajo za nižje frekvence. Če ima vir signala svoj koaksialen priključek, uporabimo kar tega, drugače pa uporabimo kabel osciloskopa s posebno merilno sondo. Za splošne namene imajo osciloskopi običajno prisotno vhodno impedanca 1 MΩ vzporedno z majhno kapacitivnost 20 pF (pico faradov). To omogoča uporabo standardnih sond osciloskopa. Osciloskopi za uporabo zelo visokih frekvencah,  imajo 50-ohm vložke, ki jih je treba bodisi neposredno povezati z 50-ohmski signali ali uporabljati sonde Z0 oziroma aktivne sonde.

#### Sonde osciloskopa
Poleg osnovnega merilnika pa potrebujemo tudi merilno sondo, s pomočjo katere merimo signal. Sonde imajo vgrajeno stikalo, ki služi kot delilnik napetosti, s čimer si še dodatno razširimo merilno območje.

## Kontrole na čelni plošči

### Fokus nadzor
Ta nadzor prilagodi zaslonsko ostrino signala na najbolj podrobno sled signala. V praksi je poudarek na prilagajanju opazovanja različnih signalov, zato s tem gumbom ostrimo opazovane signale. Pri ploskih zaslonih pa ne potrebujemo fokus nadzora, ker je njegova ostrina vedno optimalna in je po navadi pogojena z ostrino samega LCD panela.

### Nadzor intenzivnosti
Ta nadzor prilagaja svetilnost signala. Počasni signali na osciloskopu potrebujejo manjšo svetilnost, hitri, še posebej če se ne pojavljajo pogosto pa potrebujejo močnejšo intenzivnost signala. Pri ploskih zaslonih, pa je svetilnost signala v bistvu neodvisna od hitrosti signalov ki jih merimo, ker nam že notranja obdelava signalov učinkovito sintetizira izpis iz digitalnih podatkov.

### Svetlobni iskalnik
Sodobni osciloskopi imajo direktno spojeni deformacijski ojačevalnik, kar pomeni, da nam lahko sled signala osciloskop odkloni izven prikazovalnika. Prav tako imajo lahko katodne cevi pramen nevidnega signala, ne da bi uporabnik za to sploh vedel. V takih primerih na zaslonu nimamo nobenega signala. Za pomoč pri ponovni in hitri obnovi zaslona brez nekega eksperimentiranja, nam vezje svetlobnega iskalnika zagotavlja da nam signal ne gre preko zaslona, nam ga omeji. (Ko je vezje aktivno, nam lahko začasno izkrivi sled signala, vendar je to sprejemljivo).

### Merilni zaslon
Merilni zaslon je mreža kvadratkov, ki nam služijo kot referenčne točke za merjenje prikazane sledi. Te oznake,  po navadi se nahajajo neposredno na zaslonu ali pa so na odstranljivem plastičnem filtru, so navadno sestavljene iz 1 cm mreže vmes pa so še zaznamki (najpogosteje so razdeljeni na 2 mm), na sredini zaslona pa imamo še poudarjeno navpično in vodoravno os. V večini je merilna plošča razdeljena 10x10 kvadratkov ni pa nujno. To nam omogoča da lahko hkrati merimo napetost (vertikalna os) in čas (vodoravna os).  S tem lahko izračunamo tudi frekvenco valovanja. V starih in nižje cenovnih CRO osciloskopih je merilna plošča listič iz plastike, pogosto imajo ob straneh tudi luči za osvetlitev le tega. Njihovo osvetlitev reguliramo z gumbom za nadzor osvetlitve. Dražji inštrumenti imajo merilno ploščo označeno na notranji površini CRO, zaradi odprave napak paralaksa, tisti najboljši pa imajo tudi nastavljiv rob z difuzijskimi oznakami (oznake lahko bolj osvetlimo ali pa zatemnimo odvisno od potreb). Digitalni osciloskopi, pa ustvarjajo merilno ploščo na zaslonu na enak način kot ustvarijo tudi sled signala.   
Zunanja plošča nam služi tudi kot zaščita CRO-ja pred zunanjimi poškodbami. Nekateri osciloskopi s CRO imajo zunanjo ploščo neoznačeno in nam samo izboljšajo kontrast svetlobne sledi, ter hkrati služijo kot zaščita stekla CRO-ja. Točnost in ločljivost meritev z uporabo merilne mrežice je relativno omejena, boljši instrumenti imajo včasih premični svetlobni marker na črti, ki omogoči notranjemu krogu, da man bolj modulira meritve.

### Kontrola časovne baze
Kontrola časovne baze nadzira merilno območje časa ( izbiramo merilno območje časa potovanja žarka skozi en kvadratek na zaslon ) .

### Holdoff kontrola
Kontrola s katero zadržimo nezaželeno premikanje žarka-grafa signala v horizontalni smeri.

### Dvo-sledne kontrole
Vsak vhodni kanal ima običajno svoj sklop občutljivosti in položaj kontrole, čeprav pa imajo štiri sledni osciloskopi le minimalne kontrole za tretji in četrti kanal.
Dvosledni osciloskop ima stikalo za izbiro načina prikaza, s pomočjo katerega izberemo prikaz enega kanala, dveh kanalov ali prikaz veličin po x in y osi.

### Kontrole zakasnitve preleta
Te kontrole nastavljajo zakasnitev preleta žarka čez zaslon. Vrednosti so kalibrirane.

### Kontrole proženja preleta
Stikalo izbere način proženja. To je lahko zunanji vhod, eden od vertikalnih kanalov ali AC linija s frekvenco omrežja .

## Uporaba
Najpogostejša uporaba osciloskopov je reševanje motenj v delovanju elektronske opreme. Poglavitna prednost pri uporabi osciloskopa je grafični prikaz signala: če voltmeter lahko pokaže popolnoma nepričakovano napetost, lahko osciloskop razkrije nihajočo napetost. Prikaže natančno obliko, čas in velikost impulza.
V nekem kosu elektronske opreme, na primer, povezavi med stopnjami (npr. elektronski mešalniki, elektronski oscilatorji, ojačevalniki ), lahko izmerimo pričakovani signal, pri čemer uporabimo osciloskop kot preprost sledilec signala. Če ne dobimo pričakovanega signala, naj si bo signal popačen ali odsoten, vemo, da je velika možnost za napako v predhodni stopnji (elektronika ne deluje pravilno) .
Primeri slike signalov, ki jih dobimo na osciloskopu:
- Heterodyne
- AC šum v zvoku.
- Vsota nizko in visoko frekvenčnega signala.
- Slab sinusni filter.
- Dvojna sled, prikazuje razliko časovne baze v posamezni sledi.

## Tipi in modeli osciloskopov
Naslednji sekcija je kratek povzetek različnih tipov in modelov, ki so na voljo.

### Osciloskop s katodno cevjo (CRO)
To je najstarejši in najpreprostejši tip osciloskopa, sestavljen je iz katodne cevi, vertikalnega ojačevalnika, časovne baze, horizontalnega ojačevalnika in napajalnika. Ti osciloskopi se imenujejo analogni osciloskopi in so bili v množični rabi do sredine devetdesetih let.

### Analogni osciloskop z dvema žarkoma
Analogni osciloskop dvema žarkoma lahko prikaže dva signala hkrati. Poseben dvo-žarkovni CRT ustvarja in ukrivlja dva ločena žarka .

### Analogni spominski osciloskop
Shranjevanje je dodatna funkcija na nekaterih analognih področjih, ki uporabljajo neposreden ogled shranjenega signala. Shranjevanje omogoča sledenje signalu, ki se običajno zgodi v delčku sekunde, da ostanejo na zaslonu za nekaj minut ali dlje.

### Digitalni osciloskop
Medtem ko analogne naprave uporabljajo stalno različne napetosti, digitalne naprave uporabljajo binarna števila, ki ustrezajo vzorcem napetosti. Digitalni osciloskopi vsebujejo analogno-digitalni pretvornik (ADC), ki se uporablja za spreminjanje izmerjene napetosti v digitalne informacije.

#### Digitalni spominski osciloskop
Digitalni spominski osciloskop je najpogostejši tip osciloskopa za večino industrijske uporabe. Nadomešča nezanesljivo shranjevalno metodo, uporabljeno v analognih osciloskopih, za metodo shranjevanja v digitalni pomnilnik, ki lahko shranjuje podatke tako dolgo, kot je potrebno, brez degradacije.

#### Digitalni vzorčni osciloskop
Digitalni vzorčni osciloskopi delujejo na istem principu kot analogni vzorčni osciloskopi in tako kot njihovi analogni partnerji, so zelo pomembni pri analizi visokofrekvenčnih signalov. To so signali, katerih frekvence so višje od stopnje vzorčenja osciloskopa.

### Mešano signalni osciloskop
Mešano signalni osciloskop ima več različnih vhodov, nekaj analognih kanalov (po navadi dva ali štiri) in večje število digitalnih kanalov (po navadi šestnajst).

### Ročni osciloskop
Ročni osciloskopi so koristni za mnoge teste in aplikacije na terenu. Danes je ročni osciloskop po navadi pomanjšana verzija digitalnega vzorčnega osciloskopa z LED zaslonom.

### PC-baziran osciloskop (PCO)
To je nova vrsta osciloskopov, pri katerih signal pripeljemo na modul, ki je povezan s PC računalnikom. Za nastavitve in prikaz uporabljamo računalnik in njegov monitor.